# 希伯花镇
希伯花镇，是中华人民共和国内蒙古自治区通辽市科尔沁左翼中旗下辖的一个乡镇级行政单位。

## 行政区划
希伯花镇下辖以下地区：
希伯花嘎查、三合堂村、大解放屯嘎查、西巴彦胡硕嘎查、北八付犁杖村、三合屯村、余丰堡村、两棵树嘎查、珠日河茫罕嘎查、劳模堡村、小解放屯嘎查、双泡子村、海河屯村、小呼和格勒嘎查、新塔拉嘎查、西特斯格花嘎查、西六家子嘎查、苏日根塔拉嘎查、中巴彦花嘎查、东巴彦花嘎查、巴彦塔日亚嘎查、新立屯村、南巴彦花嘎查、小周恒堡村、大周恒堡村、北巴彦花嘎查、八付犁杖村、柴达木嘎查和胡力斯台水库村。